# Веснин, Виктор Александрович
Ви́ктор Алекса́ндрович Весни́н (28 марта [9 апреля] 1882, Юрьевец, Костромская губерния — 17 сентября 1950, Москва) — русский и советский архитектор, преподаватель и общественный деятель, один из братьев Весниных, представитель авангардного и неоклассического направлений в архитектуре. Главный архитектор Наркомтяжпрома (1934), председатель Союза архитекторов СССР (1937—1949), первый президент Академии архитектуры СССР (1936—1949), действительный член АН СССР (с 1943), депутат Верховного Совета СССР 1-го и 2-го созывов.
В честь братьев назван бульвар в Даниловском районе города Москвы.

## Биография

### Ранние годы
Родился в купеческой семье. Средний из трёх братьев: Леонид родился 28 ноября 1880 года, Александр — 16 мая 1883 года. В принадлежавшей матери будущих братьев-архитекторов небольшой усадьбе на берегу Волги на окраине Юрьевца прошли первые годы их жизни. С раннего возраста родители поощряли интерес сыновей к изобразительному искусству, который, по воспоминаниям самого В. А. Веснина, перерос позднее в увлечение архитектурой:
Любовь к рисованию и живописи проснулась в нас уже в раннем детстве. Приблизительно с десятилетнего возраста мы стали писать этюды с натуры и, будучи очень дружны между собой, проводили прекрасные часы совместной работы на Волге.<…> Уже с первых художественных опытов мы почувствовали большое влечение к архитектуре.
В 1891 году Виктор и Александр поступили в Московскую практическую академию, где к тому времени уже учился их старший брат Леонид. Оба брата окончив академию в 1901 году с золотой медалью (без права ношения в петлице) с присвоением звания кандидата коммерции и получением личного почётного гражданства, вслед за Леонидом поступили в Петербургский институт гражданских инженеров (ПИГИ). В столице братья жили вместе, одновременно с учёбой продолжая заниматься рисунком и живописью в студии художника Я. Ф. Ционглинского. В годы первой русской революции Веснины принимали участие в забастовках и демонстрациях, работали в политическом Красном Кресте, студенческом старостате. После закрытия ПИГИ как очага студенческого революционного движения, а также в связи с трудным материальным положением отца архитекторов, Виктор вместе с братьями прервал обучение и возвратился в Москву, где начал работать в архитектурных мастерских известных зодчих — И. А. Иванова-Шица, Р. И. Клейна, П. П. Висьневского, А. Г. Измирова, в архитектурной конторе Б. М. Великовского и А. Н. Милюкова. В Москве Виктор также продолжил заниматься рисунком вначале у художника К. Ф. Юона, а затем в организованной на своей квартире студии вместе с братьями и В. Е. Татлиным.
С самого начала творческого пути братья Веснины начали работать над проектами совместно. Как отмечает один из исследователей творчества А. А. Веснина С. О. Хан-Магомедов, определить долю участия каждого из братьев в их совместных проектах чрезвычайно сложно. Однако, «что касается Виктора Александровича, то его участие в совместных проектах было более универсальным… Его твёрдый взгляд и рациональность мышления, глубокое понимание конструктивно-технических проблем, тонкий вкус — всё это играло большую роль <…>».
Одновременно с работой в архитектурных конторах, Виктор вместе с братьями принимал в 1910-х годах активное участие в многочисленных конкурсах, проводимых Московским архитектурным обществом (МАО). Известность работам братьев принесло участие в конкурсах на проект здания Московского училища живописи, ваяния и зодчества (первая премия) и дома МАО. Проекты Весниных начали публиковаться в специализированных архитектурных журналах. Диплом об окончании высшего образования В. А. Веснин получил лишь в 1912 году.

## Самостоятельное творчество

### Дореволюционные работы
В 1913—1916 годах Весниными была осуществлена первая крупная самостоятельная работа — дом-особняк Д. В. Сироткина в Нижнем Новгороде, выполненный в духе русского классицизма. В дореволюционный период Веснины работали в основном в Москве. Среди московских работ братьев Весниных дореволюционного периода исследователи их творчества выделяют доходный дом Н. Е. Кузнецова на Мясницкой улице (1910), фасад Главного почтамта на той же улице (1911), здание банка и торгового дома Юнкера на Кузнецком Мосту (1913, совместно с В. И. Ерамишанцевым), дом-особняк Арацкого на проспекте Мира (1913), скаковые конюшни и жокей-клуб при Московском ипподроме (1914) и ряд других проектов и построек.
В годы первой мировой войны Александр и Леонид были призваны в действующую армию, тогда как Виктор продолжил архитектурную практику, выполняя заказы на проектирование промышленных зданий военного назначения. Заказы на проектирование химических заводов А. И. Бурнаева в Заволжске под Кинешмой, Красавина в Жилёве, а также заводы в Пензе и Тамбове Веснин получил благодаря своим семейным и деловым связям. При постройке производственных сооружений В. А. Веснин использовал простые композиционные приёмы, иногда обращаясь к стилизациям с использованием элементов ордерной архитектуры. По мнению исследователя биографии и наследия В. А. Веснина, кандидата архитектуры И. С. Черединой, лучшим произведением дореволюционного этапа творческой деятельности зодчего является архитектурный комплекс сооружений Большой Кинешемской мануфактуры «Томна», сооружённый в 1917 году. Применённое архитектором при постройке производственных корпусов сплошное остекление фасадов способствовало не только лучшему освещению помещений, но и свидетельствовало о поиске новых средств художественной выразительности.
Другой исследователь творчества Весниных, А. Г. Чиняков, отводит одно из главных мест в наследии архитекторов дореволюционного периода неосуществлённому проекту универсального магазина акционерного общества «Динамо», строительство которого планировалось на Лубянской площади. Проект был выполнен братьями в 1916—1917 годах с активным использованием возможностей, которые давало применение при строительстве железобетонных конструкций: архитекторы отказались от наружных несущих стен и применили в оформлении фасада большие плоскости остекления. По мнению Чинякова, в этом проекте Веснины создали новый архитектурный образ универсального магазина, используемый в различных вариантах вплоть до сегодняшних дней.

### После революции
В первые годы после революции братья работали в основном самостоятельно. В. А. Веснин продолжил проектирование промышленных сооружений: по его проектам в 1918—1921 годах был построен промышленный комплекс Чернореченского суперфосфатного завода и посёлок для рабочих в городе Растяпине, сооружены химический завод в Саратове, Петуховский содовый завод в селе Ключи и канифольно-скипидарный завод в Вахтане. В 1925 году по самостоятельному проекту Веснина был построен комплекс сооружений Центрального института минерального сырья (ЦИМС) в Москве в Старомонетном переулке. Проект ЦИМС получил высокую оценку от посетившего Москву архитектора Бруно Таута: «очень рациональная постройка, прекрасно продуманная во всех деталях».
В. А. Веснин преподавал в МВТУ при котором совместно с А. В. Кузнецовым основал архитектурное отделение, затем архитектурный факультет. Среди учеников В. А. Веснина были ставшие известными впоследствии архитекторы И. С. Николаев и Г. М. Орлов.
Объединение творческих сил братьев впервые после революции произошло при разработке ими в 1922 году конкурсного проекта Дворца труда. Проект стал для Весниных программным и, несмотря на то, что получил лишь третью премию, во многом определил развитие советской архитектуры и фактически стал декларацией её нового направления — конструктивизма. В этом и последующих «конструктивистских» проектах Веснины уделяли особое внимание выразительности объёмно-пространственной композиции и архитектурно-художественному образу сооружения. В. А. Веснин подчёркивал, что «план и фасад составляют неразрывное целое, что любой выступ плана отражается на фасаде, закрепляет его основные пропорции». Виктор Александрович категорически отрицал широко применяемый в те годы метод работы сначала над планом, затем над фасадом и перспективой:
Всякое архитектурное произведение трёхмерно, поэтому необходимо приучиться проектировать, работая над планом, разрезами, фасадами и перспективой одновременно, параллельно, комплексно. Надо приучить себя думать не об отдельных пропорциях и частях, а об объёме, о сооружении в целом.
1920-е годы стали самыми плодотворными в архитектурном творчестве В. А. Веснина. Вместе с братьями зодчий участвовал в многочисленных проектах, многие из которых, по мнению доктора архитектуры М. И. Астафьевой-Длугач, вошли в золотой фонд советской архитектуры. Среди этих проектов — здание московской конторы газеты «Ленинградская правда» на Страстном бульваре, дома акционерного общества «Аркос», Народного дома в Иванове (1924), Центрального телеграфа (1925), Библиотеки имени В. И. Ленина (1928), Музыкального театра массового действа в Харькове (1930) и ряд других.

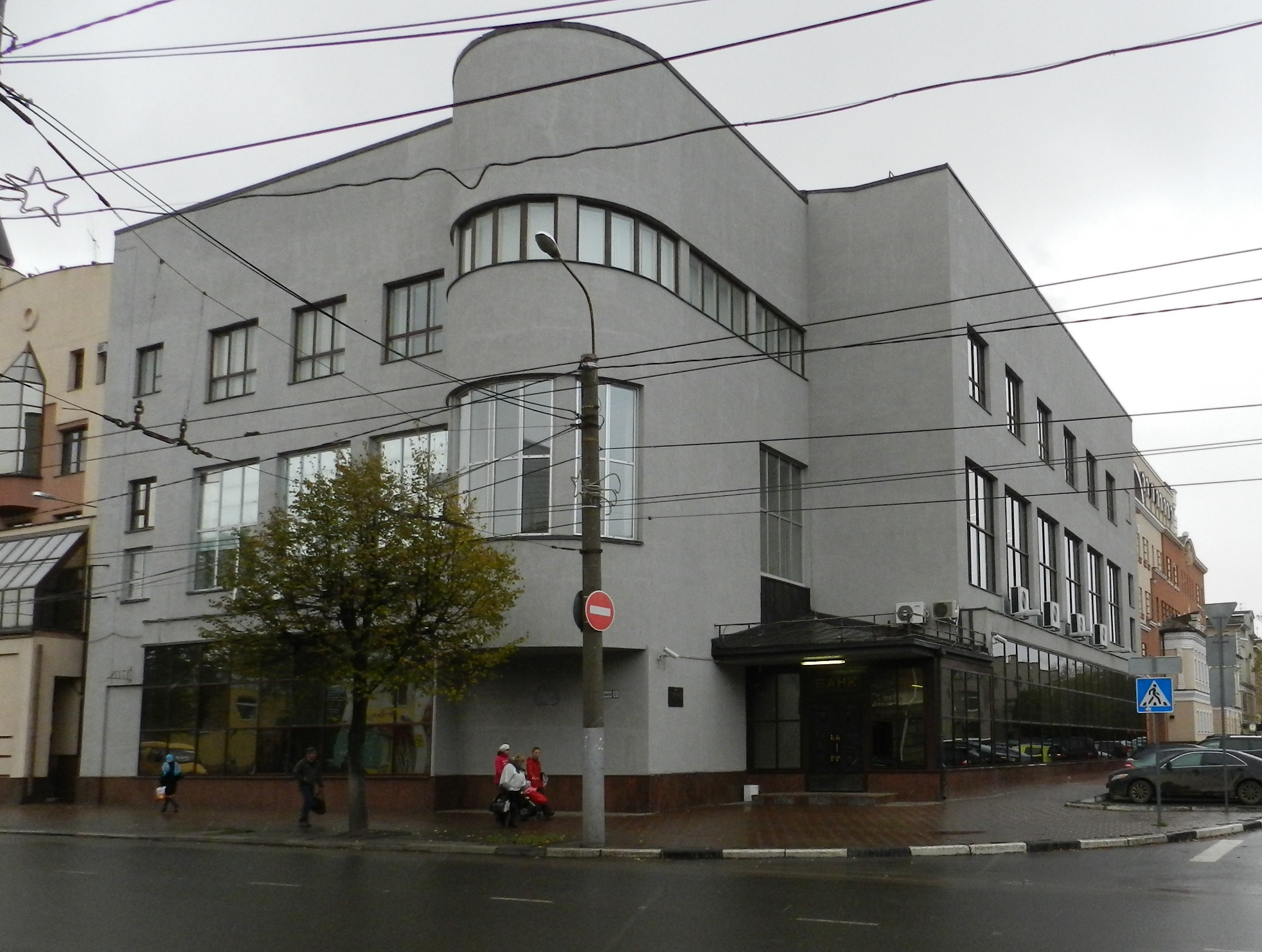
Иваново. Здание cельскохозяйственного банка, 1928.

В это десятилетие по проектам братьев были построены здание Ивановского сельскохозяйственного банка в Иванове (1928), санаторий «Горный воздух» в Мацесте (1928), рабочие клубы на бакинских нефтяных промыслах (1926—1929), универсальный магазин на Красной Пресне в Москве (1927—1929).
К этому же периоду относится активная деятельность Весниных в Объединении современных архитекторов (ОСА): А. А. Веснин в 1925 году возглавил Общество, а Виктор Александрович стал одним из его заместителей. Входил в редакцию журнала ОСА «Современная архитектура».
В 1927 году Веснин получил должность руководителя кафедры промышленных сооружений в Высшем инженерно-строительном училище.

### Расцвет творческой деятельности
По мнению А. Г. Чинякова на конец 1920-х — начало 1930-х годов пришёлся расцвет творческой деятельности Весниных. В этот период по проектам братьев проектируется ДнепроГЭС (1929), театр массового музыкального действа в Харькове (1930) и Дворец культуры пролетарского района в Москве (1931). Сами Веснины также выделяли в своём творчестве проекты театра в Харькове и ДнепроГЭС, называя их одними «из наиболее удачных работ». Посетивший в этот период Москву архитектор Ле Корбюзье писал Весниным:
Я снова рассматриваю Ваши проекты и бесконечно восхищаюсь вкусом, с которым Вы их выполнили.
В 1929 году В. А. Веснин в составе возглавляемой им группы архитекторов победил на конкурсе на проектирование ДнепроГЭС. После окончания строительства электростанции в 1932 году В. А. Веснин отмечал, что коллективу архитекторов в проекте электростанции «удалось достигнуть максимального сочетания целесообразности и красоты».
В 1930 году Виктор Александрович вместе с братьями одержал победу в международном конкурсе на сооружение Театра массового музыкального действа в Харькове. Веснины решили здание в предельно лаконичной манере: увенчанный куполом овальный центральный зал, окружённый полукольцом вспомогательных помещений, примыкал к прямоугольному объёму коробки сцены. Архитектор Г. Б. Бархин писал о проекте Весниных:
В проекте братьев Весниных архитектура огромного театра со всеми новейшими требованиями к ней получила блестящее решение. Особенно поражает удивительная простота архитектурной композиции, где авторам удалось органически сочетать ряд достижений театральной архитектуры с тем ценным наследием, которое получили от архитектуры прошлого.

### Во главе Союза архитекторов и Академии архитектуры

Проект Дворца Советов, 1932 год.

После выхода в 1932 году Постановления ЦК ВКП(б) «О перестройке литературно-художественных организаций» в стране были ликвидированы большинство существовавших в то время творческих объединений и союзов, включая созданное и работающее при активном участии Весниных Объединение современных архитекторов. В том же году В. А. Веснин возглавил оргкомитет по созданию нового творческого объединения зодчих — Союза архитекторов СССР. В 1936 году Виктор Веснин стал первым президентом Академии архитектуры СССР, а в следующем году возглавил Союз архитекторов. Веснин занимал оба поста более 10 лет и оставил их по состоянию здоровья в 1949 году. Веснин совместно с профессором Д. Е. Аркиным осуществлял общую редакцию выпускавшейся с 1943 года научно-популярной серии книг «Сокровища русского зодчества», а затем и сопутствующей серии «Сокровища зодчества народов СССР».

Надгробие Весниных на Новодевичьем кладбище (архитектор А. Веснин)

Наряду с общественной деятельностью, В. А. Веснин продолжал активно заниматься архитектурным проектированием. Являясь руководителем архитектурно-проектной мастерской Наркомтяжпрома, Веснин фактически руководил всей промышленной архитектурой СССР. Среди проектов, выполненных архитектурно-проектной мастерской Наркомтяжпрома — реконструкция ЗИЛа, проектирование и строительство Камской электростанции, планировка Большого Запорожья, разработка серии типовых жилых домов, планировка и застройка Октябрьского, Небит-Дага, Новокуйбышевска, Туймазы, Лениногорска и ряд других проектов. До 1933 года Веснин руководил постройкой «Соцгорода» в Запорожье, также известной под названием 6-го поселка. Соцгород фактически стал единственной в стране полной реализацией идеи социалистического города, бытовавшей в среде архитекторов 20-30х годов. Широкие магистрали с обширными площадями органично сочетались со свободно поставленными внутри кварталов зданиями. Соцгород был почти полностью разрушен во время Великой Отечественной и восстановлен в первозданном виде после войны Г. М. Орловым с участием Веснина.
Авторскими работами Веснина, выполненными им во главе архитектурной мастерской Наркомтяжпрома, являются неосуществлённые проекты станции метро Павелецкая (1938) и мемориальной железнодорожной станции Горки-Ленинские (1938).
В период 1930-х — начала 1940-х годов Веснины выполнили также конкурсные проекты Дворца Советов (1932, 1933), эскиз застройки Котельнической набережной в Москве (1934), проект театра им. В. И. Немировича-Данченко, варианты конкурсного проекта здания Наркомтяжпрома на Красной площади (1935, 1936) и проект Второго дома Совнаркома в Зарядье (1941) и ряд других.
В послевоенные годы В. А. Веснин занимался восстановлением Запорожья. В 1943 году Виктор Александрович был избран действительным членом Академии наук СССР.
Виктор Александрович Веснин скончался 17 сентября 1950 года. Похоронен на Новодевичьем кладбище в Москве. Памятник на могиле братьев выполнен по проекту А. Веснина.

## Награды
- орден Ленина (10.06.1945)
- 2 ордена Трудового Красного Знамени
- орден «Знак Почёта» (13.07.1940) — за успешную работу по осуществлению Генерального плана реконструкции Москвы[45]
- Королевская золотая медаль института британских архитекторов (1945)